# Operació Banner
L'Operació Banner (en anglès: Operation Banner) va ser el nom operatiu de la intervenció de les Forces Armades britàniques a Irlanda del Nord del 1969 al 2007, en el marc del conflicte nord-irlandès. Va ser el desplegament continu més llarg de la història militar britànica, en el que més de 300.000 soldats van ser mobilitzats.
En el moment més àlgid de l’operació als anys setanta, es van desplegar unes 21.000 tropes britàniques. L'Exèrcit britànic es va desplegar inicialment, a petició del govern unionista d'Irlanda del Nord, en resposta als aldarulls d'agost de 1969. El seu paper era donar suport a la Royal Ulster Constabulary (RUC) i afirmar l'autoritat del Govern britànic a Irlanda del Nord. Això va implicar activitats de contrainsurgència i donar suport a la policia en tasques de seguretat interna, com ara la vigilància de punts clau, l'establiment de punts de control i patrulles, la realització d’atacs i escorcolls, el control d’antiavalots i la desarticulació d'explosius. Com a part de l'operació, també es va formar un nou regiment de reclutament local: l'Ulster Defence Regiment (UDR).
L'Exèrcit Republicà Irlandès Provisional (IRA o PIRA) va fer una campanya de guerrilla contra l’Exèrcit britànic del 1970 al 1997. Tot i que inicialment els catòlics van donar la benvinguda a les tropes perquè veien la RUC com una policia sectària, [13] el desplegament posterior van anar fent créixer l'hostilitat però l’hostilitat, sobretot després d’episodis com la batalla de Falls (1970), l'Operació Demetrius (1971) i el Diumenge Sagnant (1972). En els seus esforços per derrotar l'IRA, van ser freqüents els episodis de connivència entre militars britànics i paramilitars lleialistes de l'Ulster. Des de finals dels anys setanta, el govern britànic va adoptar una política d '"ulsterització", que significava donar un paper més important a les forces locals: l'UDR i la RUC. Després de l'Acord de Divendres Sant el 1998, l'operació es va reduir gradualment i la gran majoria de les tropes britàniques van ser retirades.
Segons el Ministeri de Defensa britànic, 1.441 militars britànics van morir en servei durant l'Operació Banner; 722 dels quals en atacs paramilitars, i 719 a causa d'altres causes. Va patir la major pèrdua de vides a l'emboscada de Warrenpoint el 1979. L'exèrcit britànic va matar 307 persones durant l’operació, aproximadament el 51% de les quals eren civils i el 42% eren paramilitars republicans.